# Cigliè
Cigliè je italská obec v oblasti Piemont, provincii Cuneo. K 31. prosinci 2010 měla 199 obyvatel. V obci se nachází kostel svatého Petra a Pavla.
Sousedí s obcemi Bastia Mondovì, Clavesana, Mondovì, Niella Tanaro a Rocca Cigliè.